# 丰乐桥 (上海)
丰乐桥，当地俗称“典当桥”，位于上海市奉贤区金海社区陈谊村，横跨竹沥港。建于清光绪三十三年（1907年），在2007年-2011年的第三次全国文物普查中被登记为不可移动文物，编号为310120—0027。丰乐桥为花岗石材质，桥长17.5米，桥宽1.2米，东西各有6级台阶，桥中央刻有“丰乐桥”字样，是一座三跨双拼平梁桥。2011年9月，丰乐桥被安徽舒城石材商人盗走至苏州，后追回，目前已修复。

## 丰乐桥被盗案
2011年5、6月份，安徽舒城人洪彬前往上海搜寻古旧石材，后于该村发现该桥采用整块花岗岩，遂试图偷运该桥石材。在伪造奉贤区文化局证明文件后，与从事园林绿化行业的安徽巢湖人王胜组织偷盗该桥。该桥后被拆卸为16块（其中一块在拆除过程中受到了损坏），并被装车运往洪彬位于苏州的石材销赃店。由于拆卸时被一路人发现，记录相关车牌，并与该桥所在镇的文物专管员取得联系后，向奉贤区金海派出所报案。最终洪彬与王胜被上海警方抓获。被拆后桥梁只余桥墩。。目前桥梁已被修复。